# Вільям Чарльз Осман Гілл
Вільям Чарльз Осман Гілл (англ. William Charles Osman Hill; 1901–1975) — британський анатом, приматолог і провідний фахівець у галузі анатомії приматів 20 століття. Він відомий своєю майже завершеною восьмитомною серією «Примати: порівняльна анатомія та таксономія» (Primates: Comparative Anatomy and Taxonomy), яка детально охоплювала всіх живих і вимерлих приматів, відомих на той час, і містила ілюстрації, створені його дружиною Івонною. Він автор 248 праць, а також зібрав величезну колекцію зразків приматів, які зараз зберігаються в Королівській колегії хірургів Англії.

## Молодість і освіта
Вільям Чарльз Осман Гілл народився 13 липня 1901 року у сім'ї Джеймса Османа Гілла та його дружини Фанні Мартін.
Спочатку він здобув освіту в школі короля Едуарда VI Кемп-Гілл для хлопчиків у Бірмінгемі, а пізніше здобув наукову ступінь у Бірмінгемському університеті. Під час навчання в медичній школі, також у Бірмінгемському університеті, він виграв три студентські нагороди та стипендію Інґлбі з акушерства. У 1924 році він отримав диплом лікаря і того ж року обійняв посаду викладача зоології. У 1925 році Осман Гілл здобув ступінь доктора медицини з відзнакою. Під час навчання в медичній школі отримав ступінь бакалавра.

## Кар'єра
Після закінчення навчання Осман Гілл продовжував свою роль викладача в Бірмінгемському університеті під час навчання до 1930 року, але викладав анатомію замість зоології. У 1930 році його кар'єра склалася, коли він переїхав до Шрі-Ланки, щоб стати одночасно завідувачем кафедри анатомії та професором анатомії в Цейлонському медичному коледжі (тепер медичний факультет Університету Коломбо). Його посада дозволила йому здійснити антропологічні дослідження корінного народу веддах і порівняльну анатомію приматів. У цей час він почав розвивати приватний звіринець екзотичних і місцевих видів. Складаючись переважно з різноманітних приматів і папуг, колекція включала кілька видів какаду (Cacatuidae), білолобих папуг (Deroptyus accipitrinus), еклектусових папуг (Eclectus roratus), зірчастих черепах (рід Geochelone), леопардових черепахи (Stigmochelys pardalis), галапагоських черепах (Chelonoidis nigra), рудих мангустів (Herpestes smithii). Осман Гілл обіймав цю посаду на Цейлоні 14 років, повернувшись до Британії, оскільки у 1945 році був призначений викладачем антропології в Единбурзькому університеті. Після його від'їзду з Цейлону його звіринець був розділений між Лондонським зоопарком і Національним зоологічним садом Шрі-Ланки.
Через п'ять років, у 1950 році, він став прозектором Лондонського зоологічного товариства і залишався на цій посаді дванадцять років. Коли він залишив Лондонський зоопарк у 1962 році, старий просекторій, який був його офісом, було закрито, багато збережених біологічних зразків було викинуто, і ера анатомів, які працювали в Лондонському зоопарку, починаючи з часів Річарда Оуена, підійшла до кінця. Між 1957 і 1958 роками Осман Гілл також працював запрошеним науковцем в Університеті Еморі в Атланті (США). Пізніше в 1958 році приматолог Джейн Гудолл вивчала поведінку приматів під його керівництвом, готуючись до дослідження диких шимпанзе. У 1962 році він був прийнятий на посаду помічника директора Національного центру дослідження приматів Єркса (YNPRC) в Атланті після того, як йому було відмовлено в посаді директора.
У 1955 році Единбурзьке королівське товариство відзначило його статусом постійного члена і за його внесок у науку нагородило його золотою медаллю та премією Макдугала-Брісбена. Після його виходу на пенсію з YNPRC у 1969 році Королівська колегія хірургів Англії зробив його опікуном фонду Гантера. Після виходу на пенсію Осман Гілл або жив у своєму домі у Фолкстоні, або працював в Туринському університеті. Його невпинна робота в галузі анатомії закінчилася лише на останніх стадіях його смертельної хвороби, після того, як він мав три роки загострення хвороби, а також діабету.

## Публікації
За свою кар'єру Осман Гілл видав 248 публікацій. Його перша стаття, в якій розглядалася порівняльна анатомія підшлункової залози, була опублікована в 1926 році. Загалом його праці, які продовжували публікуватися до року його смерті, були зосереджені на анатомії та поведінці людей, приматів та інших ссавців.
Осман Хілл найбільш відомий тим, що написав «Примати: порівняльна анатомія та таксономія» — восьмитомну серію, яка мала на меті охопити всіх живих і вимерлих приматів. Серія, видана Единбурзьким університетом між 1953 і 1974 роками, стала кульмінацією 50 років його наукових пошуків і роздумів. Кожен том, починаючи з мокроносих, вичерпно охоплював предмети, включаючи місцеву та наукову номенклатуру, анатомічну будову, генетику, поведінку та палеонтологію. Книги були ілюстровані як фотографіями, так і малюнками, більшість з яких зроблені його дружиною Івонною. Серія була відома своєю широтою та глибиною, однак вона так і не була завершена. Осман Хілл помер у 1975 році, залишивши свій великий опус незавершеним. Написавши п'ять розділів останнього тому, включно з матеріалами про систематику та більшу частину анатомії лангурів, можна було сподіватися, що його вдова зможе виконати плани щодо їх підготовки та публікації. Однак через рік вона померла.
Цю монографічну серію часто хвалили за енциклопедичний зміст, але також критикували за випадкові пропуски, помилки та відсутність конкретики.

## Вшанування
Османа Гілла згадують як «видатного анатома», «видатного приматолога» та видатного авторитета в анатомії приматів свого часу. Однак він не вважав себе приматологом, а натомість найкраще ставився до анатомів та натуралістів старої школи, які вивчали весь біологічний світ і вважали достатніми власні спостереження та записи. З цією метою він використовував свою допитливість і широкі знання природної історії.
Османа Гілла запам'ятали своєю майстерністю розтину, а також відзначили його здатністю робити швидкі, але точні ескізи анатомічних особливостей, які відкрив скальпель. Він також запам'ятався своєю роботою як «ретельний дослідник», лікар та антрополог. На його честь були названі два види: мавпа Lophocebus osmani і змія Lycodon osmanhilli. Товариство приматів Великої Британії назвало свою нагороду Медаль Османа Хілла на його честь. Нагорода присуджується кожні два роки за видатний внесок у приматологію.